# Крюкова, Анна Митрофановна
Анна Митрофановна Крюкова (в девичестве Борисова, род. 1919) — советский работник сельского хозяйства (позже — железнодорожного транспорта), Герой Социалистического Труда.

## Биография
Родилась 24 ноября 1919 года, в Гражданскую войну, в Воронежской губернии Советской России в многодетной семье, где, кроме неё, были ещё трое детей.
Детство девочки было тяжёлым. Мама умерла, когда ей было 7 лет, отец женился во второй раз — в семье появились ещё пятеро детей. Учиться Анне ей почти не довелось — окончив четыре класса сельской школы, она была вынуждена оставить учёбу и нянчить своих сводных братьев и сестёр. Когда они подросли, уехала в Москву. Сначала работала домработницей, затем ушла трудиться на стройку, окончила вечернюю школу.
Великая Отечественная война застала её в Москве. В июле 1941 года эвакуировалась в Краснодарский край, но и там полгода пришлось жить на временно оккупированной врагом территории. После освобождения Кубани, с 1943 года трудилась штурвальной на комбайне в колхозе имени Сталина Курганинского района, а с 1946 года — в полеводческой бригаде этого же колхоза. В 1947 году возглавила звено, которое в тот же год получило урожай пшеницы 31,6 центнера с гектара на площади 8 гектаров.
Указом Президиума Верховного Совета СССР от 6 мая 1948 года за получение высоких урожаев пшеницы при выполнении колхозом обязательных поставок и натуроплаты за работу МТС в 1947 году и обеспеченности семенами зерновых культур для весеннего сева 1948 года Борисовой Анне Митрофановне было присвоено звание Героя Социалистического Труда с вручением ордена Ленина и золотой медали «Серп и Молот».
Затем А. М. Борисова сменила профессию и уехала в Москву, где работала телефонисткой на телефонной станции, а в 1955 году пришла в пассажирское депо станции Москва III Ярославского направления Московской железной дороги и устроилась проводником поезда Москва — Владивосток. История этого поезда, названного впоследствии «Россия», отсчитывается с 1914 года. На новой работе
Анна Митрофановна познакомилась с Валентином Павловичем Крюковым, работавшим в этом же поездом проводником, который стал её мужем, а позднее — начальником поезда «Россия». Проработав шесть лет начальником поезда, Валентин Павлович снова перешёл в проводники и работал вместе с женой. Профессии проводника Крюкова отдала 26 лет.
В 1978 году Анна Митрофановна Крюкова была удостоена знака «Почётный железнодорожник», также была награждена медалями. В 2009 году, в день 90-летия, ей был вручен знак «Почетный ветеран железнодорожного транспорта ОАО „РЖД“».
С 1981 года находится на пенсии. Проживает в Москве Анна Митрофановна одна, поэтому состоит на надомном обслуживании в Царицынском центре социального обслуживания.